# 口北三廳

口北三厅在直隶省的位置（1820年）

口北三廳是介于今河北北部长城内外和内蒙古锡林郭勒盟南部的农牧交错地带的三个直隸廳级行政区划的總稱。三厅位于清朝直隸省（今河北省）北境，泛指當時直隸省所管轄的多倫諾爾廳（今内蒙古自治區多伦縣）、獨石口廳（今河北省沽源縣南境)、張家口廳（今河北省张家口市市區）等三個直隸廳之地。因當時三厅辖地多在宣化府之外的北境，即称之为“口北三廳”。
這三個廳位于康熙年间的八旗察哈尔辖地，皆是皇帝在雍正年間設立，雍正二年（1724年）置张家口厅，十年置多伦诺尔厅，十二年置独石口厅，併與直隸省宣化府，同屬於直隸省管轄的口北道。到了乾隆二十三年，陆续有金志章、黄可润等人，為這三個直隸廳編撰並出版了《口北三厅志》，為記錄當地地理历史的一本清代地方方志。